# 安迪·艾卡美夏·比達基拿
安迪（Andrei Escamilha Bertaglia，1991年12月23日—），全名為安迪·艾卡美夏·比達基拿，是巴西的足球運動員，位置為後衛，2009年加盟香港甲組足球聯賽球隊天水圍飛馬。